# Élections législatives de 1876 à La Réunion
Les élections législatives de 1876 à La Réunion ont eu lieu le 9 avril.

## Résultats globaux
| Partis         | Partis              | Premier tour | Premier tour | Siège |
| Partis         | Partis              | Voix         | %            | Siège |
| -------------- | ------------------- | ------------ | ------------ | ----- |
|                | Gauche républicaine | 11 095       | 100,00       | 1     |
|                |                     |              |              |       |
| Inscrits       | Inscrits            | 34 269       | 100,00       | 1     |
| Votants        | Votants             | 11 179       | 32,62        |       |
| Abstentions    | Abstentions         | 23 090       | 67,38        |       |
| Blancs et nuls | Blancs et nuls      | 84           | 0,75         |       |
| Exprimés       | Exprimés            | 11 095       | 99,25        |       |

## Résultats par circonscription

### Circonscription unique
| Candidat       | Candidat                 | Parti               | Premier tour | Premier tour |
| Candidat       | Candidat                 | Parti               | Voix         | %            |
| -------------- | ------------------------ | ------------------- | ------------ | ------------ |
|                | François Césaire de Mahy | Gauche républicaine | 11 095       | 100,00       |
|                |                          |                     |              |              |
| Inscrits       | Inscrits                 | Inscrits            | 34 269       | 100,00       |
| Votants        | Votants                  | Votants             | 11 179       | 32,62        |
| Abstention     | Abstention               | Abstention          | 23 090       | 67,38        |
| Blancs et nuls | Blancs et nuls           | Blancs et nuls      | 84           | 0,75         |
| Exprimés       | Exprimés                 | Exprimés            | 11 095       | 99,25        |